# JR貨物UT2C形コンテナ
UT2C形コンテナ（UT2Cがたコンテナ）は、日本貨物鉄道（JR貨物）輸送用として籍を編入している12ft形の、私有コンテナ（タンクコンテナ）である。2007年（平成19年）4月現在、6個在籍している。
形式の数字部位 「 2 」は、コンテナの容積を元に決定される。このコンテナ容積2㎥の算出は、厳密には端数四捨五入計算の為に、内容積1.5 - 2.4㎥の間に属するコンテナが対象となる。また形式末尾のアルファベット一桁部位 「 C 」は、コンテナの使用用途（主たる目的）が 「 危険品の輸送 」を表す記号として付与されている。

## 番台毎の概要

### 0番台
1, 2
日本石油輸送所有で日本曹達が借受ける塩化硫黄専用コンテナ。総重量は6.26t。
3 - 6
日曹金属化学所有の無水硫酸専用コンテナ。総重量は6.8t。